# Дивок Ориги
Дивок Ориги е белгийски футболист, който играе като нападател за италианския Милан.

## Кариера
Ориги започва кариерата си в отбора на Лил и прави професионалния си дебют през 2013 г. Година и половина по-късно той преминава за 10 милиона паунда в Ливърпул, който го връща обратно в Лил за сезон 2014 – 15.
След като се бори в Ливърпул за мястото си поради контузии и прекара една година под наем във Волфсбург, Ориги даде решаващ принос за клуба през сезон 2018 – 19. След като отбеляза победния гол в дербито срещу ФК Евертън на „Анфийлд“ в шестата минута на добавеното време, Ориги отбеляза два гола срещу Барселона във втория мач от полуфиналите на Шампионската лига, за да изпрати Ливърпул на финала с 4 – 3 общ резултат, преди да вкара втория гол срещу ФК Тотнъм Хотспър във финала на Шампионската лига, който Ливърпул печели с 2 – 0.
Ориги прави професионалния си дебют за Белгия през 2014 г. и беше част от отбора, който стигна до четвъртфиналите на Световното първенство по футбол през 2014 г., по време на което той стана най-младият белгийски голмайстор в историята на Световното първенство.